# David Brewster
Pour les articles homonymes, voir Brewster.
Sir David Brewster (Jedburgh, 11 décembre 1781 – 10 février 1868) est un physicien, un inventeur et un écrivain écossais.

## Biographie
Il est l'inventeur du kaléidoscope et d'un stéréoscope à deux lentilles. Ses travaux sur la polarisation de la lumière par réflexion (Angle de Brewster) lui valent d'être élu membre de la Royal Society le 4 mai 1815 et d'en recevoir la médaille Copley la même année. Il est lauréat de la médaille Rumford en 1818, de la médaille Keith en 1827 et de la Royal Medal en 1830.
Il est fait chevalier le 8 mars 1832.
En 1849, il succède à Berzelius à l'Institut de France.
Son livre Memoirs of the Life, Writings, and Discoveries of Sir Isaac Newton, écrit en 1855, est considéré comme la première biographie scientifique de référence d'Isaac Newton.
Il est aussi auteur d'un livre : The stereoscope, its history, theory, and construction (1856).
Il édite l’Edinburgh Encyclopædia entre 1808 et 1830.

## En minéralogie
En 1819, Brewster, en collaboration avec le minéralogiste Robert Jameson, fonde l’Edinburgh Philosophical Journal, en succession de l’Edinburgh magazine. Les dix premiers volumes (1819-1824) ont été publiés sous la direction de Brewster et Jameson, les quatre autres volumes (1825-1826) édités par Jameson seul.
On lui doit la description de deux espèces minérales :
- oxhavérite (synonyme d'apophyllite) ;
- tessélite (synonyme d'apophyllite).
- hopéite

## Œuvres

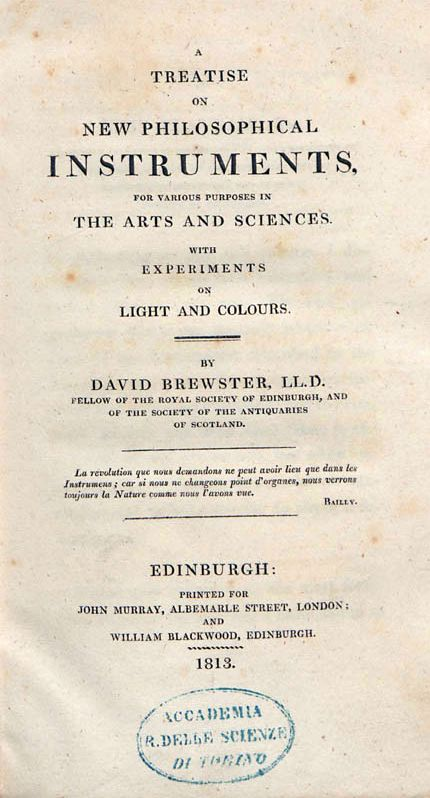
Treatise on new philosophical instruments for various purposes in the arts and sciences, 1813

- (en) Treatise on new philosophical instruments for various purposes in the arts and sciences, Edinburgh, John Murray, 1813 (lire en ligne)
- Notes and Introduction to Carlyle's translation of Legendre's Elements of Geometry, 1824.
- Treatise on Optics, 1831
  - Manuel d'optique, ou traité complet et simplifié de cette science [« Treatise on Optics »], Paris, Librairie encyclopedique de Roret, 1833 (lire en ligne)
- Letters on Natural Magic, 1832. (raccolta di lettere indirizzate a Sir Walter Scott)
- The Martyrs of Science, or the Lives of Galileo, Tycho Brahe, and Kepler, 1841.
- More Worlds than One, 1854.
- Memoirs of the Life, Writings and Discoveries of Sir Isaac Newton, 1855.

## Dans la fiction
David Brewster est un personnage secondaire du jeu vidéo Assassin's Creed Syndicate. Il y est représenté comme un scientifique qui travaille pour les Templiers (la faction antagoniste du jeu) et que le joueur doit assassiner.